# Bolotana
Bolotana là một đô thị ở tỉnh Nuoro ở vùng Sardinia của Italia, tọa lạc cách khoảng 120 km về phía bắc của Cagliari và cách khoảng 30 km về tây của Nuoro. Tại thời điểm ngày 31 tháng 12 năm 2004, đô thị này có dân số 3.160 người và diện tích là 108,5 km².
Bolotana giáp các đô thị: Bonorva, Bortigali, Illorai, Lei, Macomer, Noragugume, Orani, Ottana, Silanus.